# Ljuba Welitsch

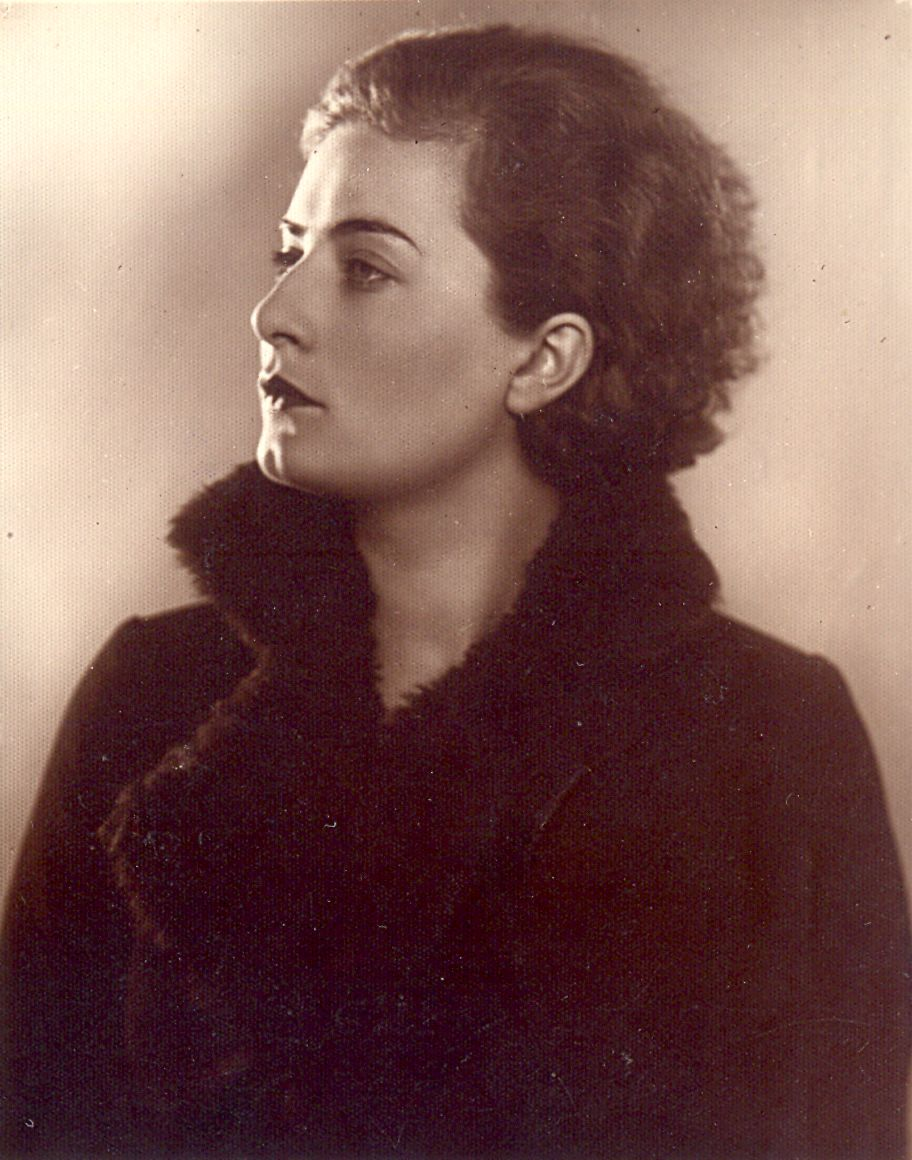
Ljuba Welitsch, 1934

Ljuba Welitsch, eigentlich Veličkova (* 10. Juli 1913 in Borissowo nahe Popowo, Bulgarien; † 1. September 1996 in Wien), war eine bulgarisch-österreichische Opernsängerin (Sopran) und Schauspielerin. Trotz ihrer relativ kurzen Karriere wird sie von Kritikern zu den bedeutendsten Sängerinnen des 20. Jahrhunderts gezählt.

## Leben
Nach ihrem Studium in Sofia und Wien debütierte Ljuba Welitsch 1936 in Sofia. Es folgten Engagements in Graz (1937–40), Hamburg und München. Von 1946 bis 1964 war sie Mitglied der Wiener Staatsoper. 1949 debütierte sie an der Metropolitan Opera in New York und sang an allen bedeutenden Opernhäusern und bei den Salzburger Festspielen.
Die Titelpartie in Richard Strauss’ Salome war eine der prägendsten Rollen ihrer Karriere. 1944 sang sie die Partie zum 80. Geburtstag des Komponisten unter dessen Leitung. Als Salome debütierte sie auch 1947 am Covent Garden in London und 1949 an der New Yorker Met. Eine der ersten Vorstellungen wurde übertragen und setzt bis heute Maßstäbe in der Interpretation dieser Rolle. Weitere bekannte Rollen waren u. a. Tatjana in Eugen Onegin, Tosca, Donna Anna in Don Giovanni, Musetta in La Bohème.
Nachdem sie zunehmend Probleme mit ihrer Stimme bekommen hatte, sang sie vermehrt in Operettenproduktionen und startete ihre zweite Karriere als Komikerin beim Film. Ljuba Welitsch war zeitweilig mit einem Verkehrspolizisten, dem wegen seiner eleganten Gestik als „Karajan der Opernkreuzung“ bekannten Wiener Original Karl Schmalvogel (1928–2000) verheiratet.

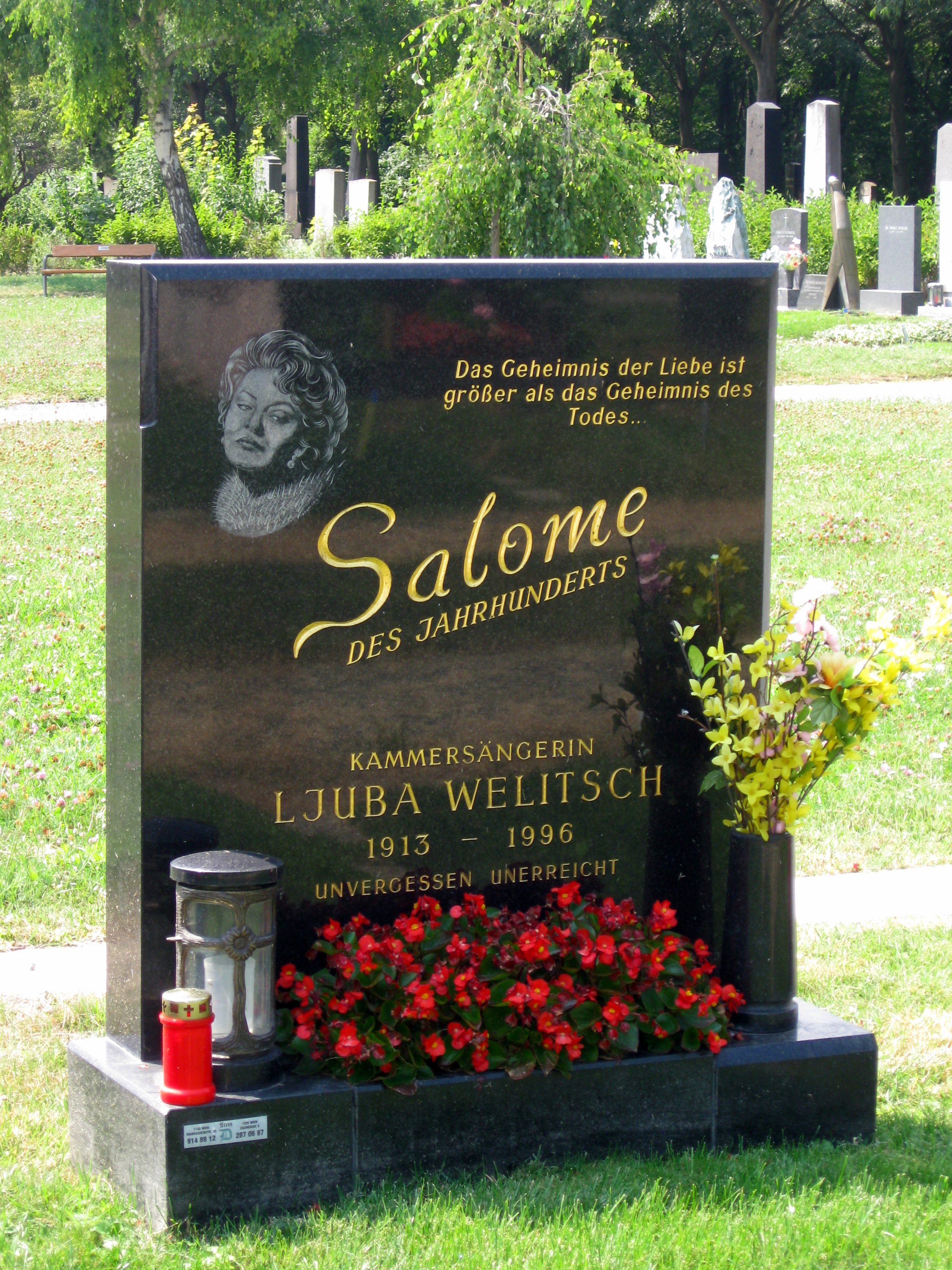
Grab am Zentralfriedhof

Sie starb 1996 in Wien und wurde in einem ehrenhalber gewidmeten Grab auf dem Wiener Zentralfriedhof (Gruppe 40, Nummer 176) beigesetzt. Im Jahre 2008 wurde in Wien-Landstraße (3. Bezirk) die Ljuba-Welitsch-Straße nach ihr benannt.

## Aufnahmen
- Richard Strauss: Salome, Metropolitan Opera New York unter Fritz Reiner, 1949 und 1952
- Ljuba Welitsch: Ein Opernabend, darin: „Ah, du wolltest mich nicht deinen Mund küssen lassen“ · Schlußgesang der Salome aus Salome – Orchester des Österreichischen Rundfunks, Dirigent: Lovro von Matačić (Aufnahme: 1944)
- Ljuba Welitsch: Her Historical Live Performances (The Radio Years)
- The Art of Ljuba Welitsch, Preiser Records, 2002

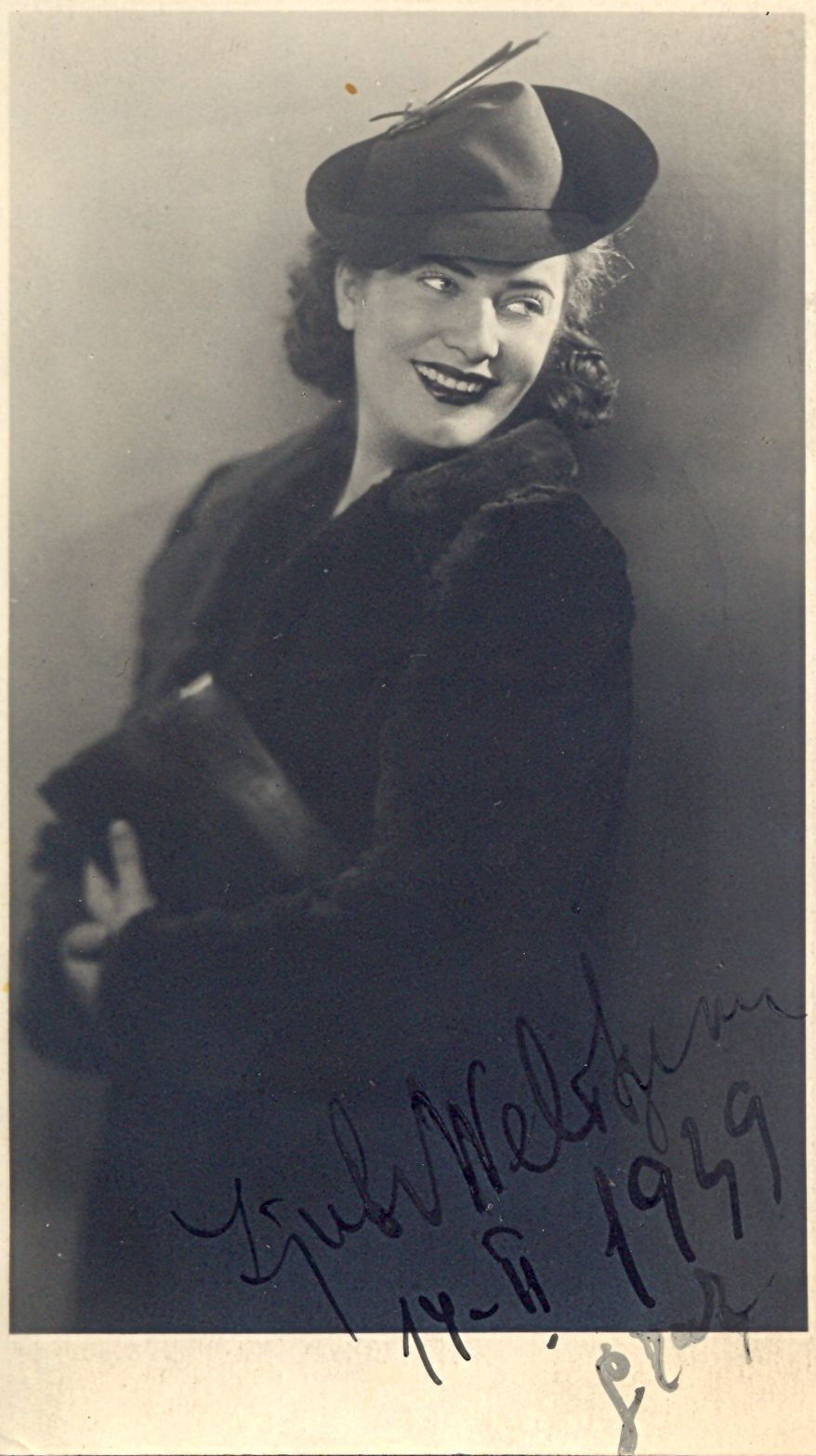
Ljuba Welitsch, 1939

## Filmografie(Auswahl)
- 1953: Gefährlicher Urlaub (The Man Between) Cameo
- 1958: Helden
- 1958: Im Prater blüh’n wieder die Bäume
- 1959: Du bist wunderbar
- 1959: Liebe auf krummen Beinen
- 1959: La Paloma
- 1959: Geliebte Bestie
- 1960: Meine Nichte tut das nicht
- 1960: Schlußakkord
- 1961: Geliebte Hochstaplerin
- 1962: Eheinstitut Aurora
- 1962: Julia, du bist zauberhaft
- 1963: Die lustigen Vagabunden
- 1963: Charleys Tante
- 1964: Das Haus der Vergeltung
- 1964: Das hab ich von Papa gelernt
- 1965: Kubinke
- 1965: Der Kandidat
- 1965: Sie schreiben mit (TV-Serie) – Die Entscheidung
- 1967: Die Wirtin von der Lahn
- 1968: Paradies der flotten Sünder
- 1968: Die ungarische Hochzeit
- 1970: Die Person
- 1973: Eine Nacht in Venedig
- 1974: Gräfin Mariza
- 1975: Auch Mimosen wollen blühen